# Jerome Batiste
Jerome Batiste (Crowley, 11 aprile 1964) è un ex cestista statunitense, professionista in Francia.

## Carriera
È stato selezionato dai New York Knicks al terzo giro del Draft NBA 1987 (49ª scelta assoluta).

## Palmarès
- CBA All-Rookie First Team (1988)